# Nikola Gápová
Nikola Gápová (19. června 1989 v Popradu) je bývalá slovenská reprezentantka v ledním hokeji, hrající na pozici útočnice. Je odchovankyní popradského hokeje. V roce 2010 přestoupila do českého týmu SK Karviná, s kterým získala v sezónách 2010/11 a 2011/12 stříbrné medaile v play-off o mistra České republiky. V obou případech její tým ve finále nestačil na Slavii Praha. Z Karviné v roce 2015 odešla do finského Espoo, kde hrála až do konce kariéry v roce 2018.
Její otec Peter Gápa trénoval ženy HK ŠKP Poprad, mistryně Slovenska v sezóně 2011/12, a v roli trenéra nebo asistenta působil rovněž u některých slovenských ženských reprezentačních týmů.

## Reprezentace
Zúčastnila se těchto důležitých reprezentačních akcí:
- 2007 – MS II. divize v KLDR; 1. místo a postup do I. divize
- 2008 – MS I. divize v Lotyšsku; 2. místo
- 2008 – Olympijská předkvalifikace v Lotyšsku; 1. místo a postup do finálové části kvalifikace
- 2008 – Finálová část olympijské kvalifikace v Německu; 1. místo a postup na Zimní olympijské hry 2010
- 2010 – Ženský turnaj na Zimních olympijských hrách 2010; 8. místo
- 2011 – Zimní univerziáda v Turecku; 3. místo
- 2011 – Elitní Top divize MS ve Švýcarsku; 7. místo znamenající záchranu mezi elitou
- 2012 – Elitní Top divize MS v USA